# Kampoe (Kasikasima)
Kampoe, ook Kampu, is een dorp in het district Sipaliwini in Suriname. Het ligt aan de rivier Paloemeu.
Het dorp ligt aan de voet van de berg Kasikasima en werd in de jaren 1990 gesticht door een evangelist om het een bijbelkamp en ontmoetingsplaats te laten zijn voor Trio-inheemsen uit Suriname en Brazilië. Het bijbelkamp werd gezien als een uitkomst vanwege de leiderschapsproblemen die er in die jaren speelden in Tepoe. Bij Kampoe werd door Trio uit Tepoe ook een landingsbaan aangelegd met ontsluiting door de Mission Aviation Fellowship (MAF) in geval van nood. In Tepoe verergerde het conflict omdat de actie als een opsplitsing van het dorp werd gezien.
Kampoe had verder hinder van praktische problemen, die vaker spelen bij de stichting van een nieuw dorp, zoals het ontbreken van medische hulp en een school. Hierdoor had het dorp in december 1996 nog steeds de naam Kampoe, wat als provisionele naam begon en zich laat vertalen als kamp.
Affivisiti · Agaigoni · Ajokojokondre · Akani Pata · Aloepi 1 & 2 · Alopi · Antino · Antonio do Brinco · Apetina · Benanoe · Benzdorp · Clementi · Cottica · Draai · Drietabbetje · Gakaba · Godo-olo · Godoro · Granbori · Herminadorp · Intelewa · Kampoe · Kawemhakan · Koemakapan · Kontina · Lensidede · Maboga · Maisa Kampu · Manlobi · Moitaki · Monpoesoe · Nikie · Paloemeu · Peleloe Tepoe · Peruano · Poeketi · Poeloegoedoe · Ronaldo · Sajé · Tjon Tjon · Tutu Kampu · Wanfinga · Wehejok